# Пермуньян, Антонио
Анто́нио Перму́ньян (итал. Antonio Permunian; 15 августа 1930 или 16 августа 1930, Беллинцона — 5 марта 2020, Беллинцона) — швейцарский футбольный вратарь. Участник чемпионата мира 1962 года.

## Биография

### Игровая карьера
Пермуньян в течение 12 сезонов играл за «Беллинцону», с которой в дебютном сезоне выиграл чемпионат Швейцарии 1948 года.
В 1960 году перешёл в «Люцерн», в котором отыграл 6 сезонов.
В 1966 году вернулся в «Беллинцону», в которой отыграл два сезона и завершил карьеру в возрасте 38 лет.
В составе сборной Швейцарии был одним из трёх вратарей на чемпионате мира 1962 года, но на турнире не играл.

### Смерть
Скончался 5 марта 2020 года в возрасте 89 лет.

## Достижения
«Беллинцона»
- Чемпион Швейцарии: 1947/48